# Rufisque (stad)
Rufisque is een stad in Senegal, ongeveer 25 kilometer van het centrum van de hoofdstad Dakar aan de zuidkant van het Kaap Verde schiereiland. Rufisque had volgens de volkstelling van 2002 179.797 inwoners. Rufisque is de hoofdstad van het departement Rufisque in de regio Dakar, dat bestaat uit drie arrondissementen (Noord, Oost en West).
Rufisque was oorspronkelijk een vissersdorp. Vanaf de zestiende eeuw groeide dat uit tot een belangrijke haven en handelscentrum; het was een van de factorijen van Senegambia in de zeventiende eeuw. In de negentiende eeuw werd Rufisque een van de Vier Gemeenten. Tegenwoordig is het een voorstad van Dakar, gelegen tussen de Atlantische kust en de tolweg van Dakar naar het prestigieuze stadsproject Diamniadio. De haven heeft aan belang ingeboet tegenover de beter uitgeruste haven van Dakar, waardoor de industriële activiteit achteruitging en de stad in verval is geraakt.
De stad is sinds begin 2019 verbonden met Dakar via de Train Express Regional.

## Geboren
- Abdoulaye Sadji (1910-1961), schrijver
- Cheikh N'Doye (1986), voetballer
- Adama Mbengue (1993), voetballer

## Stedenband
Rufisque onderhoudt een stedenband met:
- Aulnay-sous-Bois (Frankrijk), sinds 2011.[1]